# Vili Tókarev
Vili Tókarev (en ruso: Ви́лли То́карев, nacido como Vilén Ivánovich Tókarev (Виле́н Ива́нович То́карев), Chernyshov, Adiguesia, 11 de noviembre de 1934-Moscú, 4 de agosto de 2019) fue un cantante y actor ruso-estadounidense. Conocido como el cantante de los inmigrantes judíos rusos en EE. UU., emigró de la Unión Soviética a Estados Unidos para regresar posteriormente a Rusia.

## Infancia y educación
Nacido como Vilen Ivanovich Tokarev (en ruso Виле́н Ива́нович То́карев) en la pequeña villa cosaca de Chernyshev en el óblast autónomo Adigués, krai del Cáucaso Norte, en la Unión Soviética el 11 de noviembre de 1934. Su padre fue un cosaco de Kubán. Sus padres lo llamaron en honor de Vladimir Lenin, con el nombre soviético de "Vilen" que es un acrónimo para "Vladimir Ilych Lenin"[4][5].
En 1941 su familia se mudó al pueblo de Kaspiysk en Daguestán. En 1948, hizo su primer viaje por mar, como bombero. Después del servicio militar obligatorio, donde sirvió en el cuerpo de señales, Tokarev se mudó a Leningrado. Allí recibió una educación formal en música al unirse al departamento de cuerdas de la escuela de música en el Conservatorio de Leningrado (clase de doble bajo). Durante sus estudios, Tokarev trabajó en la Orquesta de Anatoly Kroll, en el Conjunto de Jazz de Jean Tatlian, en el Conjunto de Boris Rychkov y más tarde en el Conjunto de Druzhba, conducido por Aleksandr Bronevitsky con Edita Piekha como vocalista. Como estudiante de música, también se inició en la escritura de canciones, siendo notable "Rain" ("Дождь"), que posteriormente sería grabada por Edita Piekha, y "Winter Song" ("Зимняя песенка"), también grabada por Piekha.

## Carrera como cantante
Tokarev dijo que «posiblemente fuera cantante si tuviera una oportunidad». Nikolay Nikitsky, un actor cinematográfico y cantante muy popular en aquel entonces, lo invitó a acompañarlo a sus conciertos. Durante uno de los conciertos, le ofreció cantar una de las canciones de él. Cuando finalizó, la audiencia le dio una ovación. Nikitsky lo vio como un éxito, diciéndole: «Willi, tú tienes que cantar». Y Tokarev, en la audición tocó el bajo y escribió canciones, iniciándose como cantante.
De 1970 a 1974, vivió y se presentó como cantante en el pueblo de Murmansk. Según Tokarev, se mudó a Leningrado porque en ese tiempo en Moscú y en Leningrado, el jazz no estaba bien visto por las autoridades mientras que en Murmansk podría ser él mismo. En Murmansk, Tokarev trabajó como cantante en el restaurante White Nights, donde fue el principal líder de la banda Nord-West.
En 1973 la canción "Murmanchanochka" ("Murmansk Girl") fue un éxito local.
En 1974, emigró de la URSS a los Estados Unidos, a la ciudad de Nueva York. Al inicio aceptó un trabajo para sobrevivir. En una ocasión, fue despedido de su trabajo de mensajería en Wall Street, por su pobre inglés. Esto lo motivó a  estudiar el idioma con un curso en audio casete. Tras conseguir una licencia para conducir, comenzó a trabajar como taxista y comenzó a ganar dinero. Estuvo por cuatro años en un taxi llegando a juntar 15 000 dólares para grabar y editar un álbum. Dicho álbum fue liberado en 1979 en disco de vinilo, con un gran apoyo de compositores, el cual tuvo relativo éxito. Su segundo álbum, V Shumnom Balagane (1981) tenía canciones humorísticas estilizadas en el folclore urbano del bajo mundo criminal ruso, haciéndolo famoso en la comunidad rusa en Nueva York. El restaurante en donde trabajó como cantante recibiendo un salario e sirvió para comprar un piano en la costa y un auto.
Durante los años 1980 sus canciones fueron más conocidas entre los emigrantes rusos en los Estados Unidos. Había trabajado como un cantante en tres grandes restaurantes de Brighton Beach donde se hablaba ruso, el Sadko, el Primorsky y el Odessa.
De regreso a la Unión Soviética, sus canciones escritas acerca de los Estados Unidos desde la perspectiva de un emigrante ruso fueron también muy populares, No fueron transmitidas y fueron de facto olvidadas, pero fueron ampliamente conocidas.
A fines de los años 1980, inició giras regresando a la URSS. Como él menciona, cuando en 1988 fue a un "viaje de prueba" en la Unión Soviética con el empresario Leonard Lev, fue saludado en el Sheremetyevo Airport por un grupo de gente, pidiendo autógrafos y tomando fotos con ellos. Fue sorprendente que la gente lo reconociera. Su primera gira a través de la Unión Soviética, organizada como Gosconcert (En la Unión Soviética el estado organiza los conciertos), tomando un lugar en 1989 y consistió en 70 conciertos.
Tokarev regresó en forma permanente a Rusia en 1996. Desde 2005, fue residente de Moscú. Vivió en el famoso edificio de Kotelnicheskaya Naberezhnaya y fue nombrado un residente honorario de Moscú Tagansky Raion.
Siguió activo hasta la edad de 80 años, viajando y grabando nuevas canciones. En marzo de 2013, su discografía incluía 49 grabaciones en estudio y cinco albúmenes de colección. También hizo cameos en películas como Day Wtch.
A principios de 2017, Tokarev presentó una nueva canción, "Trumplissimo America!", en una función en Moscú en apoyo a Donald Trump como el presidente número 45 de los Estados Unidos.

## Vida personal
A la edad de 62 años, se casó por cuarta vez. Su esposa Julia, ahora graduada del Instituto de Cinematografía Guerasimov, es 40 años menor que él. Tuvieron dos hijos: una hija, Evilina, nacida alrededor de 1999 y un varón, Milen, nacido alrededor de 2003. Tókarev tuvo dos hijos de matrimonios previos.

## Muerte
Vili Tókarev murió el 4 de agosto de 2019, a causa de un cáncer.

## Discografía
- А жизнь — она всегда прекрасна (A zhiyen - ona vsegda prekrasna, 1979)
- В шумном балагане (V shumnom balagane, 1981)
- Над Гудзоном (Nad Gudzonom, 1983)
- Золото (Zoloto, 1984)
- Козырная карта (Kozyrnaya karta, 1985)
- С днём рождения, милая мама! (S dniom pozhdenia, milaya mama!, 1985)
- Детская пластинка (Dietskaya plastinka, 1987)
- 747 (747, 1988)
- SOS!!! (SOS, 1989)
- Здравствуй, милая женщина! (Zdravstvui, milaya zenshchina, 1990)
- Брайтонское танго (Braitonskoye tango, 1990)
- Прямо в сердце (Priamo v serdtse, 1990)
- Дорогие имена (Dorogie imena, 1990)
- Брызги шампанского (Bryzgi shampanskogo, 1990)
- Нью-Йорк — Москва (Niu-Iork, 1990)
- Почему евреи уезжают (Pochemu evrei uyezzhayut, 1990)
- Летят перелётные птицы (Letiat pereliotnye ptitsy, 1990)
- America (1990)
- Россия есть, была и будет (Rosia est, byla i budet, 1992)
- Прощай, Нью-Йорк (Proshaim Niu-Iork, 1995)
- Слухи (Sluji, 1996)
- Крымское танго (Krymskoe tango, 2003)
- Зита, Лена и Тимур (Zita, Lena i Timur, 2005)
- Я вас любил (Ya vas liubil, 2006)
- Песни о моей любимой Родине, диск 1 (Pesni o moyei liubimoi Rodine, disk 1, 2006)
- Песни о моей любимой Родине, диск 2 (Pesni o moyei liubimoi Rodine, disk 2, 2006)
- Черноголовка (Chernogolovka, 2006)
- Здравствуй, Израиль! (Zdravstvui, Izrail, 2006)
- Слава (Slava, 2006)
- Вилли Токарев. Коллекция MP3, диск 1 (Villi Tokariov. Koletsia MP3, disk 1, 2006)
- Вилли Токарев. Коллекция MP3, диск 2 (Villi Tokariov. Koletsia MP3, disk 2, 2006)
- Вилли Токарев. Коллекция MP3, диск 3 (Villi Tokariov. Koletsia MP3, disk 3, 2006)
- Вилли Токарев. Коллекция MP3, диск 4 (Villi Tokariov. Koletsia MP3, disk 4, 2006)

## Filmografía
- Oligarj ("Oligarca", 2002), de Pavel Lungin.
- Guardianes del día, 2005, de Timur Bekmambetov.